# La fuga - Maze Runner
La fuga - Maze Runner (The Scorch Trials), inizialmente tradotto come La via di fuga, è un romanzo del 2010 fantascientifico distopico dello scrittore statunitense James Dashner, secondo libro della serie The Maze Runner formata da sei romanzi, di cui attualmente sono stati pubblicati solamente i primi cinque, mentre il sesto è in lavorazione.
La fuga è il seguito de Il labirinto.
Il romanzo è stato pubblicato in italiano per la prima volta nel 2012 col titolo La via di fuga nella traduzione di S. Romano.
Dal romanzo è stato tratto il film Maze Runner - La fuga del 2015.

## Trama
Il secondo capitolo della saga si apre con i Radurai sistemati in una camera del centro dopo essere stati salvati dalla C.A.T.T.I.V.O. .
Qui, Thomas inizia a sognare e si ricorda di suo padre, che ha appena preso l’Eruzione, e di sua madre, che gli dice che lui non sarà lì per vederlo peggiorare. Più tardi, sempre durante la notte, Teresa che, essendo l’unica ragazza, è stata separata dagli altri, gli parla telepaticamente dicendogli che c’era qualcosa che non andava.
Quando Thomas finalmente si sveglia, però, non sente più la presenza della ragazza nella sua testa, presenza che aveva sentito costante dalla prima volta che avevano comunicato in quel modo.
Risvegliatosi, si accorge che tutti i Radurai stanno correndo per il dormitorio e che nella stanza c’è il caos totale. Le finestre sono rotte e dalle sbarre si scorge un'orda di Spaccati che gridano, si lamentano, urlano e implorano di essere uccisi. Non c’era traccia degli uomini che li hanno salvati e i ragazzi decidono di cercare un'altra stanza, senza finestre, per fare un'Adunanza e tentare di capire la situazione. Scoprono di esser stati chiusi nel dormitorio e quando riescono ad aprire la porta si ritrovano di fronte ad una stanza completamente buia. Nell’attraversarla, benché ci fossero passati in precedenza, inciampano e urtano contro qualsiasi oggetto, come se questi ultimi fossero stati spostati. Una volta accesa la luce si ritrovano davanti uno spettacolo inquietante: appesi al soffitto ci sono i corpi delle persone che li avevano salvati la sera precedente.
Thomas, pensando che Teresa abbia fatto la stessa fine, si precipita verso la stanza in cui l’aveva vista entrare il giorno prima. Sulla porta trova un foglio con scritto il nome di lei, e a fianco la scritta “LA TRADITRICE”. Entrati nella stanza scoprono, però, che dentro non c’è Teresa, bensì Aris, un ragazzo proveniente da un altro labirinto, che ha vissuto vicende simili a quelle dei Radurai, tranne per il fatto che lui era l’unico maschio in un gruppo di ragazze chiamato Gruppo B. Anche lui può comunicare con la telepatia e la sua amica Rachel, il corrispettivo di Thomas nel Gruppo B, è stata uccisa quando sono scappati dal Labirinto. Scoprono di avere tutti un tatuaggio sul collo che indica l'appartenenza alla C.A.T.T.I.V.O., il gruppo di appartenenza e il proprio ruolo. Minho è “IL LEADER”, Newt è “IL COLLANTE” e Thomas, con suo grande rammarico, “DEVE ESSERE UCCISO DAL GRUPPO B”.
Improvvisamente suona un allarme, lo stesso che nel Labirinto li avvisava dell’arrivo della Scatola. La porta della stanza di Aris si apre sulla stanza di nuovo completamente al buio, il tanfo di cadavere sembra completamente sparito e quando accendono di nuovo la luce vedono che i corpi sono spariti. Non sentono nemmeno più le grida degli Spaccati e quando vanno nella loro stanza scoprono che le finestre sono state murate. Ricontrollano il foglio e scoprono che non c’è più il nome di Teresa, ma al suo posto c’è scritto Aris e che fa parte del Gruppo B.
Dopo tre giorni, nella stanza dei cadaveri appare del cibo e, dietro ad un muro invisibile, una scrivania e un uomo che legge il giornale. L’uomo si chiama Janson, anche se i Radurai lo chiamano Uomo Ratto per via della sua faccia da topo. L’Uomo Ratto spiega loro che tutte le prove a cui sono sottoposti hanno lo scopo di realizzare una cianografia che servirà a realizzare una cura per la malattia chiamata Eruzione che ha devastato il mondo. Dice inoltre che la C.A.T.T.I.V.O. può manipolare le loro menti, come ha fatto con i corpi e con gli Spaccati alle finestre, e che tutto quello che vedono e sentono potrebbe non essere reale.
Senza troppi giri di parole l'Uomo Ratto dice loro che sono costretti a collaborare, perché hanno già tutti il virus e la ricompensa per chi supererà lo stadio 2 sarà la cura. Lo stadio 2 consiste in una prova molto semplice. I Radurai devono attraversare la Zona Bruciata percorrendo centocinquanta chilometri in direzione nord, in due settimane, e raggiungere il porto sicuro. Se non ce la faranno moriranno.
La mattina seguente i Radurai attraversano il Pass Verticale e si ritrovano in un lunghissimo tunnel buio. Un ragazzo si mette ad urlare e, quando Thomas tenta di aiutarlo, sente che al posto della sua faccia c’è qualcosa di liscio, senza lineamenti, che sembra staccargli la testa dal collo, uccidendolo. Una volta arrivati alla fine del tunnel, aprono una pesante botola di metallo e vengono accecati dal cocente sole del deserto. I Radurai si fermano per abituarsi alla luce, ma una grossa palla di metallo fuso si stacca dalla parete del tunnel e, sfidando la forza di gravità, vola sulla testa di Winston. I ragazzi riescono a togliergliela, ma ormai aveva bruciato completamente tutta la testa e la fronte. Un uomo e una donna, provenienti da alcuni edifici, corrono loro incontro chiedendogli se fossero degli Spaccati e dicendogli che avevano incontrato un altro gruppo come loro.
Dopo il tramonto Thomas sente una ragazza gridare in lontananza. Le urla della ragazza, provenienti da un edificio poco distante, cessano e da quello comparve una ragazza con i capelli lunghi e neri. Thomas insiste per andare a controllare che sia davvero Teresa. La trova in lacrime, si baciano e lei lo avverte che deve starle lontano. Thomas obbedisce e corre via, senza dare spiegazioni al resto del gruppo.
La mattina seguente, il sole è coperto da nuvole e dopo qualche ora i Radurai vengono sorpresi da una fortissima tempesta di lampi. Molti Radurai vengono colpiti, tra cui Winston e Minho, che però grazie all’aiuto di Newt e Thomas riesce a rimettersi a correre verso la città. I ragazzi trovano riparo in un edificio ai limiti della città, si riposano e alla mattina scoprono di essere rimasti solo in undici. Qui vengono circondati da Jorge e dalla sua banda di Spaccati, ma alla fine Thomas riesce a stipulare un accordo con lui e a convincerlo ad aiutarli ad attraversare la città. Jorge e Brenda, una sua amica, li accompagnano a prendere delle provviste. Da loro i Radurai vengono a sapere che in quella città tutti hanno l’Eruzione e che è un posto dove mandano le persone infette,  per salvaguardare quelle ancora sane. C’è una sola cosa che rallenta la malattia, una droga chiamata Nirvana, che rallenta il cervello e quindi anche il suo degrado dovuto all’effetto del virus. Il gruppo si reca nei sotterranei della città, ma proprio in quel momento c’è un'esplosione che fa crollare parte del tunnel e Thomas e Brenda, anziché seguire gli altri, si addentrano ancora più in profondità. Brenda pensa che il resto della banda abbia capito i loro piani e che quindi siano stati loro a far saltare in aria tutto. Tornano indietro per cercare gli altri, ma non trovando nessuno pensano che siano risaliti in superficie per riattraversare la città e decidono di attraversarla tramite i tunnel, in modo da ricongiungersi dall’altra parte.
Arrivati a metà del percorso iniziano a sentire dei rumori e vengono assaliti da uno Spaccato ben oltre l’Andata, cioè il punto di non ritorno della malattia. In poco tempo si ritrovano inseguiti da un’intera orda di uomini divorati dalla pazzia. Brenda, allora, conduce Thomas in un nascondiglio, sperando che gli Spaccati continuino ad andare dritto e si allontanino. Sembrano essersene andati, ma quando Thomas riaccende la torcia scoprono che il primo Spaccato gli ha teso una trappola. Brenda riesce ad immobilizzarlo e Thomas è costretto ad ucciderlo piantandogli un coltello nel petto.
Usciti dai sotterranei i due trovano un posto per dormire in un vecchio camion abbandonato in un vicolo. Sceso dal camion il ragazzo nota una targa sul muro del vicolo che recita THOMAS, SEI TU IL VERO LEADER. Brenda gli dice che quei cartelli si trovano ovunque in città. Tre persone compaiono nel vicolo, due uomini e una donna, tutti armati. Minacciandoli con una pistola li invitano alla loro festa, gli offrono da bere, sempre in modo che non potessero rifiutare, ovviamente drogandoli. Al risveglio si trovano legati a delle sedie e imbavagliati. Gli altri Radurai alla fine arrivano a salvarli, ma nella fuga Thomas viene colpito alla spalla da un proiettile. Gli altri ragazzi riescono ad estrarre il proiettile, ma non possono fare nulla per l’infezione. A questo punto Thomas si risveglia in una specie di sala operatoria e delle persone con il camice con la scritta C.A.T.T.I.V.O. lo circondano, sembrano molto arrabbiate per il fatto che qualcuno in città fosse in possesso di una pistola. Sente delle persone parlare, dicono che tra i rimanenti ci sono quattro o cinque possibili Candidati e che hanno fatto un’eccezione a curarlo.
Dopo un'altra giornata di cammino i Radurai vengono circondati dal Gruppo B, capeggiato da Teresa e armato fino ai denti. I Radurai, infatti, dovevano dar loro Thomas. Lui, per evitare inutili spargimenti di sangue, si arrende, viene messo in un sacco  e trascinato via dalle ragazze. Teresa si china sul sacco per dirgli di fidarsi di lei, cosa non semplice visto che lei sembra odiarlo. Teresa sostiene che Thomas le abbia fatto qualcosa di irreparabile e per questo deve morire. Durante la notte Thomas sogna un'altra volta. Questa volta si trova con Teresa davanti agli schermi che trasmettono i video del Labirinto. Parlano dei creatori iniziali, che sono tutti morti, e i due ragazzi hanno un anno per addestrare i sostituti. Quando Teresa si allontana Thomas convince le ragazze del gruppo B a non ucciderlo, facendo capire loro che si tratta solo di un'altra Variabile. Il gruppo B e Thomas si mettono in cammino, ma Teresa non è ancora tornata e il tempo ormai volge al termine. Il ragazzo scopre che tra gli ordini che l’Uomo Ratto aveva dato alle ragazze c’era anche quello di organizzare l’incontro tra lui e Teresa nell'edificio in mezzo al deserto. Era una farsa, un modo per dargli delle certezze.
Teresa e Aris, che sono in combutta, raggiungono Thomas e lo portano sul versante nord della montagna dove hanno l’ordine di ucciderlo. Teresa gli confessa che lei e Aris si conoscono da prima del Labirinto e che allora stavano insieme. Lo portano in una grotta e Thomas viene chiuso in una stanza dalle cui pareti inizia ad uscire del gas.
La mattina dopo, contro ogni previsione, Thomas è ancora vivo. Teresa lo libera e sostiene di essere stata obbligata dalla C.A.T.T.I.V.O. a fare ciò che ha fatto. I tre si incamminano verso la meta,  ma quando arrivano l’unica cosa che trovano è un cartello con su scritto IL PORTO SICURO. Quando mancano trentacinque minuti allo scadere del tempo dal terreno iniziano a spuntare enormi sarcofagi bianchi, come quelli che nel labirinto contenevano i Dolenti. Quando si aprono, però, non sono i mostri del Labirinto ad uscire da lì, bensì dei mostri alti due metri con lampadine su tutto il corpo. I Radurai riescono a sconfiggerli rompendo le lampadine e facendo perdere loro l'energia. In quel momento un'altra violentissima tempesta di fulmini si abbatte su di loro, ma, visto che mancano ancora una decina di minuti allo scadere del tempo, si riparano nelle capsule dei mostri. Allo scoccare del tempo arriva una Berga ma tra il gruppo di ragazzi e il velivolo ci sono ancora dei mostri. Non appena li sconfiggono ,però, la Berga sta già tornando a decollare. I Radurai riescono a salire, ma una volta a bordo un uomo della C.A.T.T.I.V.O. nota Brenda e Jorge, che non dovrebbero essere lì. L’uomo dice che solo uno di loro può restare e che se Thomas non sceglie li ucciderà entrambi. Thomas, pensando che si tratti di un'altra Variabile, sceglie Brenda. I test sono finiti. 
I ragazzi possono rilassarsi fino all’arrivo al quartier generale della C.A.T.T.I.V.O., dove gli verrà spiegato tutto. Quando Thomas si sveglia si ritrova in una stanza completamente bianca e Teresa lo mette in guardia telepaticamente del fatto che le cose per lui si stiano per mettere male. Il ragazzo passa giorni lì dentro e dopo quasi una settimana riesce a comunicare con Teresa, che gli dice che lo hanno portato via perché la malattia era troppo radicata in lui e stava già impazzendo. Prima di andarsene dalla sua testa, Teresa ancora una volta gli dice che la C.A.T.T.I.V.O. è buona.
Nell’epilogo si trova una lettera della cancelliera Ava Paige, capo della C.A.T.T.I.V.O., ai suoi colleghi; si scopre che la cura, in realtà, non esiste ancora, che ai candidati sarà restituita la memoria e che alcuni soggetti sono immuni all'Eruzione e altri no.

## Seguiti
Il libro ha un seguito, La rivelazione - Maze Runner (The Death Cure, 2011).
La serie ha inoltre due prequel: La mutazione - Maze Runner (The Kill Order, 2012) e Il codice - Maze Runner (The Fever Code, 2016).

## Adattamento cinematografico
La 20th Century Fox ha acquistato nel 2013 i diritti del libro per produrne l'adattamento cinematografico come seguito del film Maze Runner - Il labirinto. Il film Maze Runner - La fuga è uscito nel 2015. Anche i diritti del terzo romanzo sono stati acquistati: il film uscirà in America il 12 febbraio 2018.

## Edizioni
- James Dashner, The Scorch Trials, 2010.
- James Dashner, La via di fuga, traduzione di S. Romano, Tif extra, Fanucci, 2012, ISBN 978-88-347-1957-2.
- James Dashner, La fuga - Maze Runner, Fanucci, 2014.